# Gotski zakonik
Gotski zakonik (El Liber Iudiciorum ili Lex Visigothorum) je bio skup vizigotskih zakona teritorijalnog karaktera, koji je sastavio kralj Hindasvint u svojoj drugoj godini vladavine, a objavljen je oko 654. godine nakon revizije i dopune koju je uradio njegov sin Rekesvint. Poznat je i pod nazivom Rekesvintov kodeks, Knjiga zakona, Liber Iudicum, Liber Gothorum, Fori Iudicum, Forum Iudicum y Forum Iudiciorum. Ovaj zakonik su dopunjavali i kraljevi Vamba, Ervig, Egika, a vjerojatno i Vitica. Ovim zakonikom su se konačno ukinule tradicije postojanja dva različita zakona za Hispanorimljane i Vizigote. Podanici Vizigotskog kraljevstva prestali su dijeliti se na Rimljane (lat. romani) i Gote (lat. gothi) i postali su Hispanci (lat. hispani). Prema tradiciji, do tada su se na Vizigote primjenjivali zakoni sakupljeni 475. godine u Eurikovom kodeksu (lat. Codex Euricianus), a na Hispanorimljane rimsko pravo, koji je 506. godine objedinio Alarik II. u Alarikovom brevijaru (lat. Breviarium Alaricianum).
Ovaj zakonik je dugo bio na snazi i u optjecaju; u 10. stoljeću u Galiciji monaški zapisi spominju ovaj zakonik kojim su se uređivali obiteljski odnosi i politički život, naslijeđe, zaštita prava udovica i siročadi. Ovi zakoni su kombinirani s crkvenim kanonima i imaju vrlo jak teokratski karakter. Godine 1241. preveden je s latinskog na kastiljanski jezik uz određene modifikacije preme naredbi kralja Ferdinanda III. Kastiljskog koji ga je potom predao kao lokalni zakonik određenim dijelovima Iberijskog poluotoka pod imenom Pravedni fuero (šp. Fuero Juzgo).
Mauri su zadržali ovaj Zakonik, pošto je kršćanima bilo dozvoljeno koristiti vlastite zakone u stvarima koje se nisu izravno ticale osvajača, kao što je regularno plaćanje poreza. Može se reći da je ovaj Zakonik bio legalni autoritet kršćanskih magistrata u Hispaniji pod maurskom vlašću. Kada je Ferdinand III. Kastiljski zauzeo Córdobu u 13. stoljeću, naredio je da se ovaj Zakonik prevede na kastiljanski, a katalonski prijevod ovog zakonika je najstariji nađeni dokument pisan na ovom jeziku.

## Vanjske poveznice
- Vizigotski zakonikna latinskom jeziku  Arhivirana inačica izvorne stranice od 10. prosinca 2012. (Wayback Machine)
- Visigothic Code - Forum Iudicum. 1908 Engleski prijevod
- R. A. Fletcher, 1984. Saint James's Catapult: The Life and Times of Diego Gelmírez of Santiago de Compostela (Oxford University Press) (Online text)